# Carlo Andrea Pozzo di Borgo
Charles André, comte Pozzo di Borgo (Alata, vora Ajaccio, 8 de març de 1764 – 15 de febrer de 1842) fou un polític i diplomàtic cors al servei de l'imperi Rus.
Provenia d'una família de la noblesa corsa, aliada políticament als Bonaparte. Fou educat a Pisa i associat de ben jove a Napoleó I i a Josep Bonaparte. Va ser un dels dos delegats corsos enviats a l'Assemblea Nacional Francesa per a demanar la incorporació política de Còrsega a França, i també fou delegat cors a l'Assemblea Nacional Legislativa francesa, on hi seurà als bancs de la dreta fins als esdeveniments d'agost de 1792.
En retornar a Còrsega, es posà al costat de Pascal Paoli, alhora que els Bonaparte s'havien associat al Club dels Jacobins. Sota la nova constitució, fou elegit procurador-general síndic (cap del govern civil), mentre que Paoli era el cap militar i, com ell, es negà a la convocatòria de la Convenció Nacional francesa. Va trencar definitivament amb els Bonaparte i acceptà l'ajuda estrangera, de manera que el 1794 assegurà el protectorat anglès sobre Còrsega (Regne Anglocors). Pozzo fou elegit president del consell d'Estat sota sir Gilbert Elliot-Murray-Kynynmound, primer comte de Minto.
Quan Napoleó envià tropes per a ocupar l'illa el 1796, Pozzo fou exclòs de l'amnistia general i s'aixoplugà a Roma, però les autoritats franceses en demanaren l'extradició. Aleshores marxà a Londres, on acompanyà sir Gilbert Elliot a l'ambaixada a Viena, on hi va estar sis anys i es va relacionar amb alts cercles polítics. Enemic personal de Napoleó, aquest sempre el considerà un perill. El 1804, per influència del príncep Adam Jerzy Czartoryski, entrà al servei diplomàtic de Rússia i fou nomenat comissari dels Anglo-Napolitans, i el 1806 davant l'exèrcit prussià. El 1807 fou enviat en missió diplomàtica a Constantinobla, però el Tractat de Tilsit entre el tsar Alexandre I el Gran i Napoleó el juliol en va interrompre la carrera i es retirà una temporada després d'aquesta missió davant l'Imperi Otomà.
Quan retornà a Viena, Napoleó demanà en l'extradició i Metternich el va expulsar de la capital. Trobà aixopluc a Londres, on va restar fins al 1812, quan fou cridat novament per Alexandre I. Intentà sembrar la discòrdia amb els Bonaparte, i en missió a Suècia, assegurà la cooperació de Bernadotte contra Napoleó. Quan els Aliats entraren a París, esdevingué comissari general del govern provisional. A la restauració de la casa de Borbó, fou nomenat ambaixador rus al Palau de les Teuleries i intentà tancar una nova aliança entre Duc de Berry i la Gran Duquessa Anna, germana d'Alexandre. També va assistir al Congrés de Viena, i durant el govern dels cent dies, es va reunir amb Lluís XVIII de França a Bèlgica, on va discutir la situació amb el Duc de Wellington.
Durant els primers anys de residència a París va intentar convèncer els Aliats que relaxessin l'ocupació. El govern francès el proposà com a ministre d'afers exteriors en substitució d'Armand-Emmanuel du Plessis, duc de Richelieu, però Metternich, que desconfiava d'ell, s'hi oposà per liberal. La seva influència va caure en pujar al tron Carles X de França, a qui li desagradava el seu origen revolucionari. Però després de la revolució de juliol de 1830, quan el tsar Nicolau I es mostrà reticent a reconèixer Lluís Felip I de França, va poder evitar les dificultats amb Rússia.
El 1832 va visitar Sant Petersburg i el 1833 marxà a Londres per a renovar relacions amb Wellington. Al començament de 1835 fou sobtadament enviat a l'ambaixada de Londres, on succeí el príncep Liven. Allí la seva salut es va empitjorar i el 1839 es va retirar a París, on passà la resta dels seus dies. El 1818 havia estat fet comte i par de França.